# Phytocoris seminotatus
Phytocoris seminotatus är en insektsart som beskrevs av Knight 1934. Phytocoris seminotatus ingår i släktet Phytocoris och familjen ängsskinnbaggar. Inga underarter finns listade i Catalogue of Life.